# Athmane Tartag
Athmane Tartag (en arabe : عثمان ﻃﺮﻃﺎﻕ), connu aussi comme Bachir Tartag (en arabe : ﺑﺸﻴﺮ طرطﺎق), né au début des années 1950 à El Eulma dans l'actuelle wilaya de Sétif, est un général algérien qui avait dirigé la lutte anti-terroriste pendant la période dite Décennie noire (1990-2000) en Algérie. 
Chef du Département du renseignement et de la sécurité (DRS) de 2015 à 2016, puis coordinateur des services de sécurité (CSS) de 2016 à 2019, il est arrêté le 4 mai 2019. 

## Biographie
On connaît très peu de choses sur sa biographie, à l'instar de la plupart des chefs de l'armée algérienne - particulièrement s'agissant d'officiers supérieurs du renseignement et de la sécurité - dont l'état civil relève presque du secret d’État.
Né au début des années 1950 à El Eulma, Il est recruté par la Sécurité militaire en 1972 et, après un stage d’une année à Moscou à l’école du KGB, il est affecté à Tindouf dans la 3e région militaire avec le grade de lieutenant.
En 1990, il est chargé des opérations au sein de l’état-major à l'intérieur duquel il est connu pour avoir dirigé le Centre principal militaire d'investigations (CPMI). En 1999, à l'arrivée de Bouteflika aux affaires, il est mis à la retraite avant d'être rappelé en décembre 2011, à la tête de la Direction de la sécurité intérieure (DSI). Devenu no 2 du DRS, il assure le commandement de l'intervention militaire lors de l'attaque terroriste du site gazier d'In Amenas, à la suite de quoi il est à nouveau mis à la retraite en juillet 2014. 
Il est rappelé en octobre de la même année pour occuper le poste de conseiller à El Mouradia, puis en septembre 2015 pour remplacer le général Mohamed Mediène dit « Toufik » à la tête du Département du renseignement et de la sécurité (DRS), après que ce dernier y a passé plus de vingt ans. 
Avant cette nomination, le DRS est diminuée de plusieurs prérogatives dont celle de mener des enquêtes sur les affaires de corruption, les dernières enquêtes ayant éclaboussé des proches du pouvoir. D'après certains spécialistes, cela pourrait signifier la fin du mythique DRS, qui a dirigé le pays pendant plus de cinquante ans (soit depuis le coup d'État du colonel Boumédiène contre Ben Bella en juin 1965, alors Kasdi Merbah était nommé chef du SM).
Athmane Tartag procède à d'importantes modifications au sein du DRS limogeant notamment une dizaine d'officiers et de hauts gradés du DRS proches du chef d'état-major Ahmed Gaïd Salah afin de s'assurer les pleins pouvoirs sur les nouvelles entités du renseignement algérien.
Le 27 mars, dans le contexte du Hirak, Saïd Bouteflika, Athmane Tartag, Mohamed Mediène et Louisa Hanoune se réunissent dans une résidence militaire pour décider du renvoi du chef de l'armée, Ahmed Gaïd Salah, et le maintien de Bouteflika en échange de la nomination d'un nouveau Premier ministre chargé de mettre en place la transition promise mi-mars. Après avoir hésité sur le nom du Premier ministre, ils choisissent l'ancien président de la République Liamine Zéroual, qui décline après avoir accepté, invoquant des raisons de santé et le refus du plan par les manifestants.
Le 5 avril 2019, il est démis de ses fonctions de coordinateur des services de sécurité (CSS), dans le contexte de la démission du président Abdelaziz Bouteflika.

### Arrestation et procès au tribunal militaire
Le 4 mai, il est arrêté puis placé en détention provisoire  pour « atteinte à l'autorité de l'Armée » et « complot contre l'autorité de l'État », en même temps que Saïd Bouteflika et son prédécesseur Mohamed Mediène,. Le procès est fixé au 23 septembre.
Lors du procès, qui a eu lieu le 23 septembre, Athmane Tartag a été jugée en compagnie d'autres accusés, notamment Saïd Bouteflika, frère de l'ex-président algérien Abdelaziz Bouteflika, Mohamed Mediène, ancien patron du DRS et Louisa Hanoune, secrétaire général du Parti des travailleurs.
Athmane Tartag ne s'est pas présenté au tribunal. Le juge a rappelé qu'il ne le jugerait pas par contumace et a décidé de prendre des dispositions légales à son encontre. Il était le seul absent. Au deuxième jour du procès, le procureur général du tribunal militaire de Blida a requis une peine de prison de 20 ans à l'encontre de tous les accusés. 
Au troisième jour, le juge a prononcé une peine de 15 ans de prison à l'encontre de Athmane Tartag, pour « complot avec des réunions » visant à « porter atteinte à l’autorité de l'État et de l'Armée ».
Le 26 septembre, il fait appel du verdict. Le procès en appel d'Athmane Tartag, Mohamed Mediène, Louisa Hanoune et Saïd Bouteflika se tient devant la cour d'appel militaire de Blida à partir du 9 février 2020. Sa peine de 15 ans de prison est confirmée.
Le 2 janvier 2021, après un pourvoi en cassation, il est acquitté par  la Cour d'appel militaire de Blida. Il est maintenu emprisonné dans la prison militaire de Blida pour répondre d'autres accusations. En mars 2022, il est condamné à 6 ans de prison pour « abus de fonction ».

## Controverses

### Tartag et l'assassinat politique
Pour Mohamed Samraoui (en), ancien haut responsable des services secrets de l'armée algérienne : « La manière dont a été liquidé l'ex-chef du gouvernement Kasdi Merbah dénote le professionnalisme des auteurs, qui disparurent une fois leur forfait accompli, non sans avoir pris soin de récupérer son porte-document (mais pas son arme). Cette opération réalisée en 1993, dont le nom de code était « virus », est relatée en détail dans un article publié en 1999 sur le site du MAOL Opération virus. Les hommes du commando de tueurs faisaient partie de l'unité 192 et ils étaient dirigés par le colonel Tartag lui-même. Je ne sais pas si cette version est exacte, car mes sources affirment que cette opération a été montée par la DCE et non la DCSA, en raison de la participation de Kaci Abdallah, qui est un agent de Smaïn Lamari. Toutefois, il se peut que la DCSA et la DCE aient collaboré ensemble pour liquider Kasdi Merbah. Quel que soit le service engagé, une chose est sûre, cette affaire est un coup tordu du DRS. » 
Mohamed Samraoui : « Tartag assumait alors les vilains coups de Kamel Abderrahmane, mais le colonel Tartag, lui, une sorte de Mengele à l'algérienne dont j'aurai l'occasion de reparler, saura échapper aux mauvais coups liés à son "sale boulot", il restera en fonction jusqu'en mars 2001, et il est toujours vivant à ce jour promu au grade de général et assurant les fonctions de conseiller spécial du DRS ; le général Toufik. » 

### Tartag et les services étrangers
Selon les journalistes Christophe Dubois et Marie-Christine Tabet : « Sur le plan opérationnel, les interlocuteurs des services français sont le général-major Athmane Tartag et le général Hassan, deux hauts gradés très puissants dans l’appareil sécuritaire algérien : ‘On a des réunions techniques avec eux, témoigne un policier spécialisé. Des échanges de télégrammes, des notes techniques, très poussées… Nous avons aussi des actions communes, notamment des opérations d’infiltration. » 
Pour le dissident Lyes Laribi : « Le commandant Emmanuel D., ancien officier du renseignement sous le régime de l’apartheid, aurait été chargé de la collecte des renseignements sur les réseaux islamistes dans le monde. Il aurait été derrière une réunion de travail entre les services israéliens et algériens en Italie. Le capitaine Stephan D., ancien officier du contre-espionnage sud-africain, est présenté comme un spécialiste de la torture dite « scientifique ». Il est proche du général Tartag. Enfin, le commandant Uri B., ancien officier de l’armée sud-africaine, a aussi la nationalité israélienne. Il aurait effectué des achats d’armements pour l’armée algérienne chez les Israéliens. Il supervise les entraînements des forces spéciales à Biskra. Il est considéré comme proche de l’ancien ambassadeur algérien en Afrique du Sud. » 

### Tartag et le GIA
Mohamed Samraoui : « C'est alors, raconte Chouchane, que le colonel Athmane Tartag lui répliqua : "Laisse Zitouni tranquille, c'est notre homme ; c'est avec lui que tu vas travailler". Lors de son dernier entretien, le général Kamel Abderrahmane expliqua au capitaine Chouchane qu'en contrepartie, il recevrait le grade de colonel et qu'il n'aurait aucun souci à se faire pour sa famille. » 